# Alexandra Byrne
Alexandra Byrne (ur. 1962) – brytyjska kostiumografka filmowa.

## Filmografia
- 1995: Screen Two:Perswazje
- 1998: Elizabeth
- 2004: Marzyciel
- 2007: Elizabeth: Złoty wiek
- 2012: Avengers

## Nagrody
Została uhonorowana Satelitą, Oscarem, Saturnem i nagrodą BAFTA.